# Jutta Wübbe
Jutta Wübbe (* 1955 in Hamburg) ist eine deutsche Kabarettistin, Komikerin und Moderatorin. Sie wurde bekannt durch ihre Figur der Marlene Jaschke, die sie auf Kleinkunstbühnen und später auch im Fernsehen verkörperte.

## Berufliche Entwicklung
Jutta Wübbe hatte sich 1972 zunächst zur Bankkauffrau ausbilden lassen und wurde kurz darauf als Sachbearbeiterin in der Kreditabteilung der Hamburger Sparkasse beschäftigt. Später wurde sie Finanzbuchhalterin bei den Hamburgischen Electricitätswerken (HEW).
1985 schloss sich Wübbe einem Clown-Workshop in Drübberholz an, und gab schließlich ihre Anstellung auf, um sich dem Straßentheater zu widmen. 1987 entstand im Rahmen von André Hellers Luna Luna die Figur der Marlene Jaschke, einer liebenswert-schrulligen Dame, die mit einer gewissen Treuherzigkeit von ihrem Wellensittich Waltraut, ihrer Handtasche, ihrer Freundin Hannelore und dem von ihr begehrten Arbeitskollegen Herrn Tramstedt erzählt.
Marlene Jaschke tauchte 1989 in Corny Littmanns Hausproduktion „Blaue Jungs“ auf und moderierte ab 1990 gemeinsam mit Lilo Wanders Littmanns Herr Schmidt und die Schmidt-Mitternachtsshow des Norddeutschen Rundfunks. In Schmidts Tivoli-Theater feierte Jutta Wübbe dann weitere Erfolge als Marlene Jaschke, die im gehäkelten Flamenco-Kleid Carmen verkörperte. 1997 und 1998 war Jaschke Schirmherrin des Hamburger Frontfrauen-Festivals. Außerdem gab sie inzwischen selbst Clown-Workshops.
Sie feierte 2019 ihr dreißigjähriges Bühnenjubiläum mit einem Soloprogramm namens „Nie wieder vielleicht“. Mit diesem Programm tourte sie seit 2017 durch die Republik.

## Auszeichnungen
1991 erhielt Jutta Wübbe den Fernsehpreis Telestar und den Adolf-Grimme-Preis.